# معركة مرعش
معركة مرعش (بالتركية: Maraş Muharebesi) هي أول معركة كبرى في حرب الاستقلال التركية. وقعت أحداثها في أوائل شتاء 1920 بين القوات الوطنية التركية (ذات الصلة بمصطفى كمال) والقوات الفرنسية المحتلة لمدينة مرعش العثمانية.
استمرت الاشتباكات ثلاثة أسابيع متصلة، انتهت بطردالفرنسيين من مرعش، وارتكاب الأتراك مذبحة بحق اللاجئين الأرمن، الذين كانوا قد وُطنوا للتو في المدينة في أعقاب ما عُرف بمذابح الأرمن، وذلك لاتهامهم بالتواطؤ مع الفرنسيين، وخاصة أن معظم القوات الفرنسية التي كانت تحتل المدينة تألفت أساسًا مما سمي بالفيلق الفرنسي الأرمني.